# Фугіу
Фугіу (рум. Fughiu) — село у повіті Біхор в Румунії. Входить до складу комуни Ошорхей.
Село розташоване на відстані 428 км на північний захід від Бухареста, 9 км на схід від Ораді, 122 км на захід від Клуж-Напоки.

## Населення
За даними перепису населення 2002 року у селі проживали 988 осіб.
Національний склад населення села:
| Національність | Кількість осіб | Відсоток |
| -------------- | -------------- | -------- |
| румуни         | 488            | 49,4%    |
| угорці         | 438            | 44,3%    |
| цигани         | 61             | 6,2%     |

Рідною мовою назвали:
| Мова      | Кількість осіб | Відсоток |
| --------- | -------------- | -------- |
| румунська | 509            | 51,5%    |
| угорська  | 438            | 44,3%    |
| циганська | 40             | 4,0%     |